# 21-hidroxilase
A 21-hidroxilase esteroidal é uma enzima citocromo P450 que está envlovida na biossíntese dos hormônios esteroidais aldosterona e cortisol.
Em humanos, a 21-hidroxilase é codificada pelo  gene CYP21A2.

## Função
Esse gene codifica para uma proteína da superfamília de enzimas citocromo P450. As proteínas citocromo P450 são monooxigenases que catalizam diversas reações envolvidas no metabolismo de fármacos e na síntese de colesterol, esteroides e outros lipídeos. Essa proteína se localiza no retículo endoplasmático e hidroxila esteróides na posição 21. Sua atividade é necessária para a síntese de alguns hormônios esteróides, incluindo cortisol e aldosterone.

## Importância clínica
Um mutações no gene CYP21A2CYP21A2  leva a distúrbios do desenvolvimento, causando a hiperplasia adrenal congênita, ocasionada pela expressão deficiente ou pela expressão de formas alteradas da 21-hidroxilase. Diferentes mutações já foram mapeadas no genoma humano, sendo que algumas impactam diretamente na estrutura e função das 21-hidroxilases e influenciam na severidade clínica da doença. Um pseudogene localiza-se perto do gene funcional e acredita-se que eventos de conversão gênica envolvendo ambos são a causa de diversos caso dessa doença.

## Reação
A 21-hidroxilase catalisa a hidroxilação do átomo 21 de carbono em esteroides (adicionando um "-OH"), que é necessário para a formação de alguns hormônios.

## Via
|  |  |